# Tel Menaše
Tel Menaše (hebrejsky טל מנשה, doslova „Pahorek Manasesovců“, podle biblického kmene Menaše, který sídlil v této části Samařska, anglicky Tel Menashe též Tal Menashe) je izraelská osada a vesnice typu společná osada (jišuv kehilati) na Západním břehu Jordánu v distriktu Judea a Samaří a v Oblastní radě Šomron.

## Geografie
Nachází se v nadmořské výšce cca 400 metrů na severozápadním okraji hornatiny Samařska, cca 4 kilometry jižně od města Umm al-Fachm, cca 77 kilometrů severozápadně od historického jádra Jeruzalému a cca 57 kilometrů severovýchodně od centra Tel Avivu.
Vesnice je na dopravní síť Západního břehu Jordánu napojena pomocí lokální silnice číslo 6235, která propojuje jednotlivé zdejší izraelské osady, a pomocí lokální silnice číslo 596, která vede k jihu, k izraelským osadám hlouběji ve vnitrozemí Západního břehu Jordánu (Chermeš, Mevo Dotan). Na sever, do vlastního Izraele, k městu Umm al-Fachm a k dálnici číslo 65 v regionu podél Vádí Ara (Nachal Iron), vede lokální silnice číslo 6535.
Tel Menaše je součástí územně souvislé oblasti Západního břehu Jordánu osídlené většinou Izraelci. Tato skupina osad se nazývá Guš Šaked (Blok Šaked) a její součástí jsou dále vesnice Rejchan, Šaked a Chinanit. Posledně dvě jmenované obce se nacházejí v těsné blízkosti Tel Menaše a vytvářejí s ní jednu aglomeraci. Kromě vesnice Umm ar-Rihan a města Barta'a tu nejsou žádná palestinská sídla a oproti vnitrozemí Západního břehu Jordánu je tento blok ohraničen pomocí Izraelské bezpečnostní bariéry.

## Dějiny
Místo, na kterém stojí Tel Menaše, bylo v původním územním plánu sousední obce Chinanit plánováno pro zřízení nové čtvrti, ve které měly vyrůst budovy veřejného charakteru a školský areál. Nakonec tu ale vznikla obytná zástavba a tato čtvrť se osamostatnila od Chinanit do formy nezávislé osady, se separátním zastoupením v Oblastní radě Šomron. Tel Menaše byl založen v roce 1993 skupinou absolventů náboženských studií v Mevaseret Cijon. V počáteční fázi sestávala zástavba z provizorních karavanů, ale později začala výstavba zděných domů. V osadě funguje předškolní péče, základní náboženské školství a další vzdělávací instituce (náboženský seminář pro ženy – takzvaná "midraša"), dále veřejná knihovna.
Počátkem 21. století byla obec Tel Menaše spolu s celým okolním blokem izraelských osad zahrnuta do Izraelské bezpečnostní bariéry. Takto vzniklý blok sousedí se Zelenou linií a je fakticky izolován od okolní palestinské populace a připojen k Izraeli.

## Demografie
Tel Menaše je menší sídlo vesnického typu, ale vytváří s osadami Chinanit a Šaked poměrně lidnatou územně kompaktní aglomeraci. Obyvatelstvo obce Chinanit je v databázi rady Ješa popisováno jako nábožensky založené. Přesné údaje o demografickém vývoji nejsou k dispozici, protože formálně zůstává obec Tel Menaše součástí sousední osady Chinanit. V databázi rady Ješa se ale uvádí aktuálně 200 obyvatel. Výhledově se počítá se zvýšením počtu obyvatel ze stávajících cca 50 na 400 rodin.